# Hygge
 Hygge  è un sostantivo delle lingue danese e norvegese impiegato per definire un sentimento, un'atmosfera sociale, un'azione correlata al senso di comodità, sicurezza, accoglienza e familiarità. Esprime un concetto analogo a quello della parola svedese mys e della parola tedesca Gemütlichkeit.
Il concetto di hygge non ha come fine la ricerca di una felicità momentanea, bensì di una felicità quotidiana, che contribuisce a generare un senso di appagamento nel lungo periodo.
Secondo un sondaggio dell'Unione europea, i cittadini danesi sono i più felici del mondo, visto che passano più tempo con la famiglia e con gli amici e si sentono più rilassati degli altri.
Per essere hyggelig (aggettivo derivato da hygge) bisogna concentrarsi sulle cose semplici che fanno stare bene, ricreando un ambiente accogliente dove godere a pieno dei piaceri quotidiani che la vita offre.
Attività tipicamente hyggelige (plurale di hyggelig) sono per esempio: esprimersi liberamente, allontanarsi dagli impegni della vita quotidiana, condividere il cibo preparando torte, biscotti, pane per ospiti e vicini.

## Etimologia e forme
Esistono diverse ipotesi sull'etimologia della parola hygge. Una di queste sostiene che la parola derivi dal germanico "hyggja" che significa "sentirsi soddisfatti". Secondo un'altra ipotesi, essa deriva dalla parola norvegese hugge (XVI secolo), cioè "abbracciarsi" (in relazione etimologica con l'inglese "hug"). Un'altra teoria ancora sostiene una provenienza dalla parola norrena hygga, cioè "consolare". 
Il termine hygge è apparso per la prima volta nella lingua scritta danese all'inizio del XIX secolo. 
Oltre al sostantivo e al verbo danese hygge, e alla sua forma al passato hyggede, esiste anche un aggettivo, hyggelig e un avverbio hyggeligt. Tuttavia non è solo la lingua danese ad avere una parola che esprime questo il concetto, si ritrovano anche Gemütlichkeit in tedesco (aggettivo: gemütlich), mys in svedese (aggettivo: mysig), gezelligheid in olandese (aggettivo: gezellig), hominess in inglese canadese. Tali termini esprimono approssimativamente lo stesso significato sotteso dalla parola hygge.

## Derivati dalla parolahygge
- Fredagshygge/Søndagshygge - è un tipo di hygge che si prova durante il weekend dopo una settimana intensa
- Hyggebukser - è un paio di pantaloni che si indossano solo a casa
- Hyggehjørnet - avere voglia di fare qualcosa di hygge.
- Hyggekrog - una parte della casa dove si può passare il tempo in modo hyggeligt.
- Hyggeonkel - una persona che gioca volentieri con i bambini e li vizia.
- Uhyggeligt - il contrario dell'aggettivo hyggeligt[5].

## La nascita dell'hygge
Tre condizioni hanno favorito la nascita e la diffusione dell'hygge.
- Il clima particolarmente ostile dei Paesi nordici, con estati di breve durata e ricche di luce che contrastano con gli inverni lunghi e bui, ha fatto crescere nei danesi la necessità di ricercare calore e comodità per lo più nelle proprie abitazioni, ritagliandosi del tempo da trascorrere con la famiglia, gli amici e per sé stessi[6]

- Dopo la dichiarazione di indipendenza, la Danimarca si ritrova ad essere una distesa pianeggiante, ed il popolo una piccola comunità, coesa e determinata. Il motto nazionale diventò  "Ciò che è perso all’esterno, verrà conquistato all’interno", in questo modo è cresciuto il senso di aggregazione e di comunità che sono i principi fondamentali dell’hygge e del popolo danese[3]
- Una società basata sull'uguaglianza, tra le più egualitarie, con un servizio sanitario, scolastico e fiscale tra i migliori al mondo. In una società del genere, in cui i bisogni primari vengono soddisfatti, c'è più tempo e propensione a dedicarsi all'esplorazione sociale, creativa e personale[7]

## Gli elementi dihygge

### Luce
La luce è un elemento fondamentale per chi vive nei paesi scandinavi, per via del clima che in inverno costringe a godere della luce artificiale anche in pieno giorno.
La luce è un elemento essenziale per creare un'atmosfera hyggelig, come fondamentale è anche la scelta del tipo di illuminazione, che deve essere calda, nelle sfumature del giallo e dell'arancio, è preferibile tenere accese delle lampade rispetto ai lampadari a soffitto, poiché aiutano a creare un'atmosfera più intima e raccolta.
Anche la luce soffusa ricreata dalle candele e dalle fiamme del camino sono in pieno stile hygge. 
Osservare la fiamma della candela equivale a un vero e proprio esercizio di meditazione, che arresta il flusso dei pensieri e conduce a uno stato di calma.
L'85%  dei danesi afferma che per creare un'atmosfera hyggelig bisogna usare le candele; il 28 % dei danesi le accende ogni giorno, il 23% 4-6 volte alla settimana, il 23% 1-3 volte alla settimana, mentre solo il 4% non accende mai candele. Inoltre, il 31% dei danesi accende più di cinque candele in contemporanea. 
Il 4 maggio, giornata in cui ricorre l'anniversario della resa della Danimarca in seguito all'occupazione delle forze tedesche, viene celebrata la festa della luce, durante la quale vengono accese 30.000 candele in tutto il paese.

### Stare insieme
Passare il tempo con gli amici e con la famiglia in un'atmosfera simpatica e rilassante, in cui tutti sono uguali e nessuno ha bisogno di essere al centro dell'attenzione, descrive un altro punto fondamentale di una situazione di hygge, lo stare insieme. 
Quando ci si riunisce è fondamentale creare un'atmosfera informale: gli ospiti devono sentirsi a proprio agio, accolti in un'atmosfera conviviale in cui tutti si sentono liberi di esprimersi e di essere sé stessi. In questo modo è possibile instaurare rapporti autentici che generano un senso di appartenenza. 
Circa il 60% degli europei si incontra con gli amici o con la famiglia almeno una volta alla settimana, ma, seguendo le regole di hygge, in Danimarca lo fa il 78% della popolazione. 
Ci sono anche degli svantaggi nell'atteggiamento hygge che limitano la possibilità di presentare e introdurre nuove persone in un gruppo di amici. È difficile stringere amicizia perché non è abbastanza hyggeligt portare con sé a una festa troppe persone sconosciute.
Intrattenire conversazioni profonde in cui ci si confronta, si condividono esperienze e stati d'animo può aumentare la produzione degli ormoni del benessere, come la serotonina, l'endorfine, la dopamina e l'ossitocina, inibendo al contempo la secrezione dell'ormone dello stress, il cortisolo.

### Cibo e bevande
Lo stare insieme si associa al mangiare e al bere e alla convivialità. Secondo le regole di hygge, non si deve rinunciare alle cose buone da mangiare, anche se sono poco sane. Allora, tra i prodotti più consumati ci sono: carne, caffè, dolci, cioccolato. Molto hygge è anche il cucinare insieme tra amici e l'odore della torta fatta in casa. Tra le bevande adatte a tale atmosfera ci sono il tè, la cioccolata, o il vin brulé (gløgg), ma quella considerata più hygge è il caffè.
Tra i piatti della cucina danese considerati più hygge ci sono: 
- Skipperlabskovs - il piatto tradizionale dei marinai.
- Guanciale di maiale stufato nella birra.
- Polpettine di carne con curry.
- Snobrød - un tipo di pane dolce cotto, tramite un bastone, sulla fiamma ardente di un fuoco di legna.

#### Ricettehygge
Lo sciroppo di sambuco
Gli ingredienti:
- 30 grappoli di sambuco.
- 3 limoni.
- 1,5 l di acqua.
- 50 gr acido citrico.
- 1,5 kg di zucchero.

1. Metti i grappoli in una grande ciotola.
2. Lava i limoni nell'acqua calda, tagliali a fette e aggiungi ai grappoli.
3. Fa' bollire l'acqua e aggiungi acido citrico e zucchero.
4. In una ciotola con i grappoli versa l'acqua bollente.
5. Copri la ciotola e la lascia riposare per tre giorni.
6. Filtra il liquido e mettilo in frigorifero.

Gløgg
Gli ingredienti per l'essenza:
- 4 manciate di uva passa
- 300 ml di porto
- una bottiglia di vino rosso
- 250 g di zucchero di canna
- 20 g di cannella
- 20 g di spezie per i dolci
- 20 g di chiodi di garofano

Gløgg
- 1,5 l di vino rosso
- 200 ml di rum scuro
- 200 ml di vodka
- una scorza d'arancia
- 200 ml di succo d'arancia
- 100 g di mandorla tritata.

1. Il giorno prima ammolla le uva in porto.
2. Versa la bottiglia del vino rosso in una pentola, aggiungi zucchero, cannella, spezie per i dolci, chiodi di garofano. Riscalda, ma non farlo bollire. Lascialo raffreddare e dopo filtralo.
3. Aggiungi: vino rosso, alcool, scorza d'arancia e succo all'essenza. Riscaldalo non facendolo bollire e alla fine aggiungi: uva passa, porto e mandorla.[11]

Rødgrød med Fløde
È un dessert a base di frutta
- 500 g di fragole
- 500 g di ribes nero e/o uva spina
- 250 g di zucchero
- 3 cucchiai di maizena
- 500 g di lamponi

1. In una pentola antiaderente mettere le fragole e i ribes o l'uva spina, aggiungere lo zucchero e lasciare sobbollire finché i frutti non rilasciano il succo
2. Sciogliere la maizena in un po' di succo preso dai frutti e aggiungerla alla composta, lasciar bollire per altri 5 minuti, trascorso il tempo togliere dal fuoco ed aggiungere i lamponi
3. Quando la composta sarà tiepida versarla in ciotola cospargendola di zucchero, in questo modo si evita la formazione della pellicola
4. Una volta raffreddata decorala con le mandorle

Snobrød
È un modo di preparare il pane intrecciando l'impasto intorno ad un bastone e lasciandolo cuocere sulla brace
- 300 ml di latte intero o acqua
- 25 g di lievito
- 1 cucchiaino di sale
- 500 g di farina
- un pizzico di zucchero di canna e cardamomo per addolcire
- 10 bastoncini appuntiti

1. Sciogliere il lievito nel latte o nell'acqua tiepidi, aggiungere il sale e poco per volta la farina, poi lo zucchero e il cardamomo
2. Impastare e lasciar lievitare per 30 minuti
3. Dividere l'impasto in 10 panetti e arrotolarli intorno ad un bastoncino, lasciare lievitare per altri 20 minuti
4. Cuocere le trecce sul fuoco fino a doratura

### Casa
Una casa higgelig è confortevole ed accogliente, trasmette sicurezza, e chi la vive è a proprio agio e in piena sintonia con l'arredamento.
Il design dell'arredamento danese è all'insegna della semplicità, di linee morbide, con particolare attenzione alla funzionalità. 
La luce resta sempre un fattore fondamentale: far entrare e riflettere quanta più luce possibile è essenziale per le case. Da qui nasce l'esigenza di creare grandi aperture verso l'esterno e colorare le pareti con colori tenui, pallidi ed opachi.
Per una casa in stile hygge sono molto importanti i materiali: il legno, le decorazioni in carta ed i materiali naturali.
L'ingresso è il primo posto della casa che accoglie, pertanto arredarlo con cura, con oggetti e colori rilassanti aiuta a rendere più piacevole, e quindi hygge, il rientro a casa dopo una giornata lavorativa.
La cucina, essendo l'hygge strettamente legato al cibo, è un luogo molto importante, è caratterizzata da spazi ampi in modo da poter cucinare con tutta la famiglia, trasformando così una routine in momento di condivisione e benessere con le persone care.
Anche il bagno deve riflettere un'anima hygge, ed è comune arredarlo con mensole in legno, piante che crescono in ambienti umidi ed una pila di asciugamani caldi.
La camera da letto deve essere un ambiente particolarmente accogliente e rilassante.
Esistono anche dieci cose che fanno la casa più hyggeligt: 
- Hyggekrog - è un posto della casa, di solito nel salotto, dove si può sedere tra i cuscini con una coperta;
- caminetto;
- candele;
- oggetti in legno;
- natura;
- libri;
- oggetti in ceramica;
- rivestimenti di diversa fattura;
- arredamento vintage;
- cuscini e coperte[15].

## Hyggein contesti non domestici
Una chiesa sconsacrata di Copenhagen è stata acquistata e trasformata in un moderno centro sociale da Lennart Lajboschitz. La chiesa è concepita come un'estensione del salotto di casa, dove ogni sera nonni, famiglie con bambini e vicini di casa, dalle 150 alle 200 persone al giorno, si riuniscono per cenare insieme, socializzare e conoscersi.
Oltre a cenare, è possibile frequentare corsi di yoga, usufruire di spazi dove conversare ed organizzare gare di giochi da tavolo.

### Contatto con la natura
L'atmosfera di hygge può essere percepita non solo a casa, ma anche fuori, a contatto con la natura. Senza cellulari né alberghi lussuosi, lontano dai pensieri legati al lavoro, ci si può concentrare sulla conversazione con un'altra persona. Per sentire hygge bisogna cogliere l'importanza di ogni momento qui e ora. 

### Hyggenell'ambiente di lavoro
I danesi credono che un'atmosfera hyggelig si possa creare anche in ufficio. Secondo un sondaggio condotto dall'Istituto dell'Happiness Research di Copenaghen, il 78% dei danesi è d'accordo sul fatto che anche un ambiente di lavoro dovrebbe essere hyggelig.

## Le dieci parole chiave
1. Atmosfera - abbassare le luci, accendere una candela.
2. Presenza - essere qui e ora, spegnere i telefoni.
3. Piacere - concedersi caffè, cioccolato, biscotti, torta.
4. Eguaglianza - il "noi" deve vincere sul "me".
5. Gratitudine - accogliere quel che c'è.
6. Armonia - non c'è competizione.
7. Comfort - mettiti a tuo agio, prendi una pausa, rilassarsi è tutto.
8. Tregua - non drammatizzare; si parlerà di politica un altro giorno.
9. Spirito di solidarietà - condividere racconti e ricordi.
10. Rifugio - un posto di pace e sicurezza.[17]

## Natale
Il Natale è concepito dai danesi come il periodo più hygge dell'anno. Si può dire che a dicembre l'hygge è l'obiettivo principale di tutto il mese. Si passa il tempo in famiglia a preparare insieme i piatti tradizionali. Le persone fanno da sole le decorazioni (statuette di elfi o nani, presepe, cuoricini di carta) che in seguito si tramandano di generazione in generazione. In tutte le case si può vedere la candela che viene accesa ogni giorno e che indica quanto manca per il Natale. I bambini guardano il calendario dell'avvento (julekalender) in TV e ogni canale televisivo vuole avere il proprio.

## Curiosità sull'hygge
- La Danimarca è il secondo paese in Europa per il consumo di dolci, dato imputabile all'hygge, in quanto strettamente legato al consumo di cibi e bevande spesso non salutari[3]
- I danesi sono i maggiori consumatori di candele pro capite: ogni anno consumano 5,79 chilogrammi di candele a persona[19]
- Hygge è stata inserita fra le nuove parole (dell'anno 2016) dall'Oxford Dictionary[20]

Attualmente però i danesi danno molta importanza al cibo biologico e salutare, già iniziando con i bambini delle  scuole primarie.